# Tomàs III d'Autremencourt
Tomàs III d'Autremencourt o Stromoncourt (mort el 15 de març del 1311) fou el quart senyor de Salona (actual Amfissa), a la Grècia Central, i l'últim de la seva família. Governà els seus dominis des del 1294 fins a la seva mort a la batalla del Cefís contra la Gran Companyia Catalana el 1311. Així mateix, era mariscal del Principat d'Acaia. Després de la seva mort, la seva vídua i les seves terres passaren a Roger Desllor, que fou elegit líder de la Companyia Catalana durant un curt període després de la contesa (1311-1312).